# بطولة العرب للأبطال لكرة اليد للسيدات
بطولة العرب للأندية البطلة لكرة اليد للسيدات هي بطولة دولية سنوية تجمع أندية كرة اليد النسائية من العالم العربي، ويشرف على تنظيمها الاتحاد العربي لكرة اليد.

## سجل الأبطال
| 1997 تفاصيل | سوسة     | مولودية الجزائر                 | n/a     | الجمعية الرياضية النسائية بالساحل  | نادي سموحة         | n/a     | نادي ناديت الجزائر                |
| 1998 تفاصيل | عمان     | مولودية الجزائر                 | n/a     | الجمعية الرياضية النسائية بالساحل  |                    | n/a     |                                   |
| 2019 تفاصيل | عمان     | مولودية الجزائر                 | n/a     | نادي حرثا الرياضي                  | نادي عمان          | n/a     |                                   |
| 2021 تفاصيل | الحمامات | النادي الإفريقي                 | 26 – 21 | هلال بيار                          | الزهرة الرياضية    | –       |                                   |
| 2022 تفاصيل | الحمامات | النادي الرياضي النسائي بالمكنين | 34 – 24 | الجمعية الرياضية النسائية بالمهدية | نادي فتيات بومرداس | –       |                                   |
| 2023 تفاصيل | المهدية  | هلال بيار                       | 23 – 16 | النادي الإفريقي                    | النادي الأهلي جدة  | 26 – 23 | الجمعية الرياضية النسائية بالرجيش |

^n/a حُسمت البطولة بنظام الدوري من دورة واحدة.

## الأكثر تتويجًا
| النادي                          | عدد الألقاب |
| ------------------------------- | ----------- |
| مولودية الجزائر                 | 3           |
| النادي الإفريقي                 | 1           |
| النادي الرياضي النسائي بالمكنين | 1           |
| هلال بيار                       | 1           |

## الأكثر تتويجًا حسب البلد
| البلد   | عدد الألقاب |
| ------- | ----------- |
| الجزائر | 4           |
| تونس    | 2           |

## وصلات خارجية
- الصفحة الرسمية للاتحاد العربي لكرة اليد على فيسبوك